# Louis-Napoléon Bonnin de La Bonninière de Beaumont
Louis Napoléon Bonnin de la Bonnière de Beaumont est un homme politique français né le 22 mars 1808 à Paris et décédé le 27 septembre 1877 à Marly-le-Roi (Yvelines).

## Biographie
Pair héréditaire en 1833, à la mort de son père, il ne siège que très peu jusqu'à la chute de la monarchie de Juillet.

## Source
- « Louis-Napoléon Bonnin de La Bonninière de Beaumont », dans Adolphe Robert et Gaston Cougny, Dictionnaire des parlementaires français, Edgar Bourloton, 1889-1891 [détail de l’édition]